# Ellen Hansell
Ellen Forde Hansell Allerdice, ameriška tenisačica, * 18. september 1869, Philadelphia, ZDA, † 11. maj 1937, Pittsburgh, ZDA.
Ellen Hansell je v posamični konkurenci osvojila prvi ženski turnir za Nacionalno prvenstvo ZDA leta 1887, ko je premagala Lauro Knight. V finalu je nastopila tudi leta 1888, ko jo je premagala Bertha Townsend. Leta 1965 je bila sprejeta v Mednarodni teniški hram slavnih.

## Finali Grand Slamov

### Posamično (2)

#### Zmage (1)
| Leto | Turnir                   | Nasprotnica v finalu | Rezultat finala |
| 1887 | Nacionalno prvenstvo ZDA | Laura Knight         | 6–1, 6–0        |

#### Porazi (1)
| Leto | Turnir                   | Nasprotnica v finalu | Rezultat finala |
| 1888 | Nacionalno prvenstvo ZDA | Bertha Townsend      | 6–3, 6–5        |